# Hjörtur Logi Valgarðsson
Hjörtur Logi Valgarðsson, född 27 september 1988 i Reykjavik, är en isländsk fotbollsspelare som spelar för FH Hafnarfjörður.

## Karriär
Hjörtur Logi Valgarðsson provtränade i slutet av 2010 med både Helsingborgs IF och IFK Göteborg och den 18 januari 2011 skrev han på ett fyraårskontrakt med IFK Göteborg.
Den 30 januari 2015 skrev han på för Örebro SK. Den 29 september 2017 gick ÖSK ut på sin hemsida och lät meddela att man inte kommer förlänga med Valgarðsson. Han återvände istället till sin moderklubb FH Hafnarfjörður.